# Орден Відродження Польщі
Орден Відродження Польщі (пол. Order Odrodzenia Polski), або Polonia Restituta — польський орден.
Був заснований 4 лютого 1921 року маршалом Юзефом Пілсудським. Перші нагородження відбулися 13 липня 1921 року. Орден був оголошений вищою відзнакою Польщі, якою можуть нагороджувати іноземних громадян за поданням Міністерства закордонних справ Польщі. Нагородження орденом проводиться за видатні заслуги у військовій та цивільній сферах як польських, так і іноземних громадян.
До заснування у 1974 році ордена Заслуг, орденом Відродження Польщі нагороджувалися посли іноземних держав, члени дипломатичних місій та іноземні фахівці.

## Класи ордена
Орден має п'ять класів: Серед польських нагород за громадянські заслуги орден Відродження Польщі займає другу позицію після Ордену Білого орла (Польща)
Імена нових нагороджених регулярно публікуються в урядовому бюлетені Monitor Polski.
Відповідно до статті 138 Конституції Польщі орден Відродження Польщі має п'ять класів.
| Класс             | Кавалер Великого хреста (пол. Krzyż Wielki) | Командор із зіркою (пол. Krzyż Komandorski z Gwiazdą) | Командор (пол. Krzyż Komandorski) | Офіцер (пол. Krzyż Oficerski) | Лицар (Кавалер) (пол. Krzyż Kawalerski) |
| Орденськая планка |                                             |                                                       |                                   |                               |                                         |
| Інсигнії          |                                             |                                                       |                                   |                               |                                         |

## Нагороджені
Кавалери ордена Відродження Польщі
- Ян Бжехва;
- Януш Гнятковський;
- Ян Кноте;
- Мечислав Мокшицький;
- Болеслав Опалек;
- Богдан Петецький;
- Юзеф Пєньонжек;
- Стефан-Віктор Паславський;
- Агнешка Радванська;
- Зофія Стриєнська;
- Юліан Токарський;
- Мар'ян Яворський.
- Станіслав Ясюкович (посмертно).

### Українці
- Анна Валентинович (Ганна Любчик) — одна з лідерів Незалежної самоврядної профспілки «Солідарність».
- Кожедуб Іван Микитович — радянський льотчик-ас німецько-радянської війни. Тричі Герой Радянського Союзу. Маршал авіації.[1]
- Мартиш Василь — отець протопросвітер і священномученик Православної церкви України.

### Іноземці (відомі особистості)
- Брежнєв Леонід Ілліч (Кавалер Великого хреста 1-го класу (1976).